# Andrea Lloyd
Andrea Lane Lloyd (nacida el 2 de septiembre de 1965 en Moscow, Idaho) es una exjugadora de baloncesto estadounidense. Consiguió 2 medallas con  Estados Unidos en mundiales y Juegos Olímpicos. 